# Пожарки (Вологодская область)
Пожарки — хутор в Устюженском районе Вологодской области.
Входит в состав Лентьевского сельского поселения, с точки зрения административно-территориального деления — в Лентьевский сельсовет.
Расположен на правом берегу реки Шалочь. Расстояние по автодороге до районного центра Устюжны — 39 км, до центра муниципального образования деревни Лентьево — 17 км. Ближайшие населённые пункты — Понизовье, Сысоево, Шалочь.
Население по данным переписи 2002 года — 1 человек.